# Grobleben
Grobleben là một đô thị thuộc huyện Stendal, bang Sachsen-Anhalt, Đức. Đô thị Grobleben có diện tích 3,83 km², dân số thời điểm ngày 31 tháng 12 năm 2006 là 102 người.